# Isabelle Thomas (Politikerin)

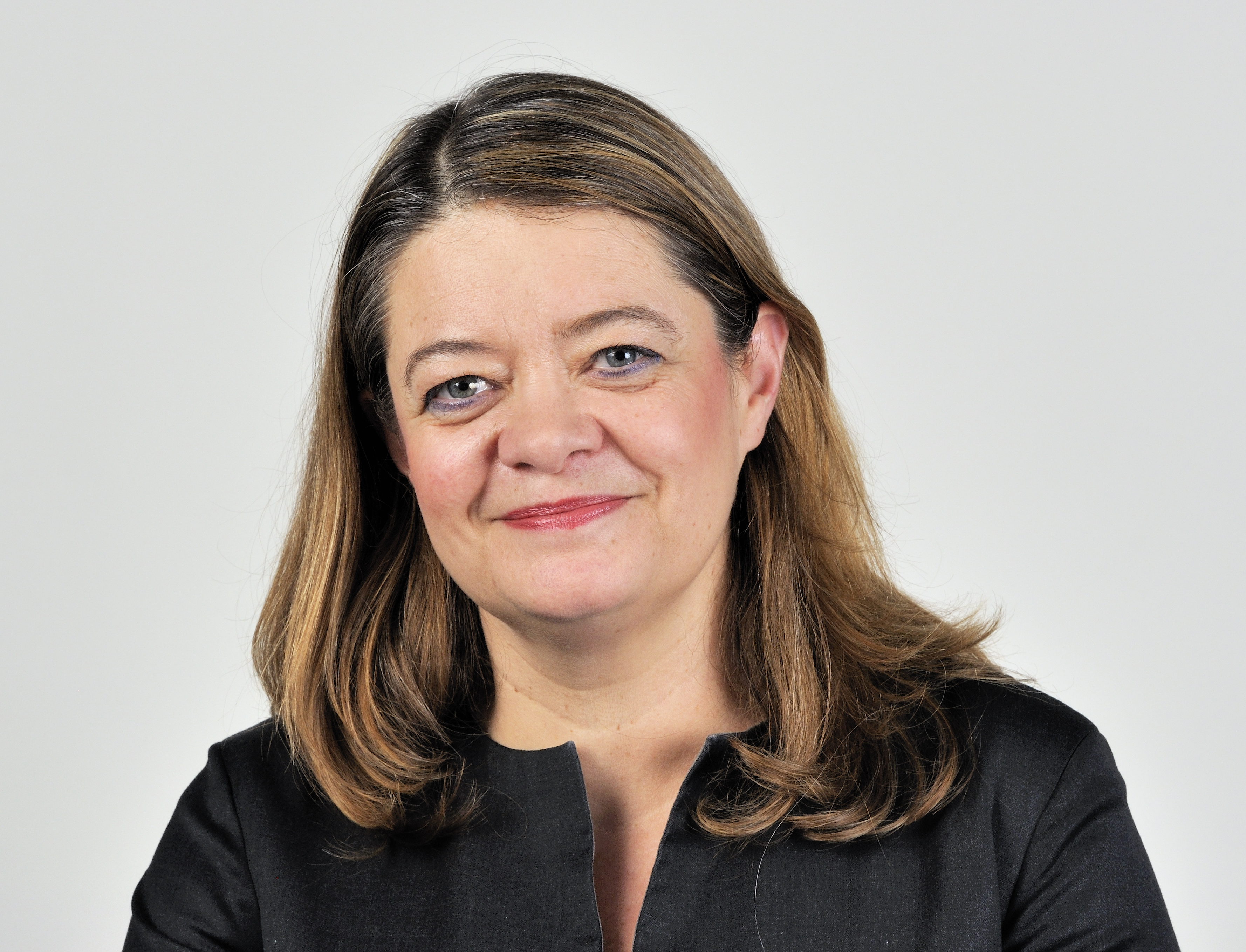
Isabelle Thomas (2014)

Isabelle Thomas (* 26. November 1961 in Le Blanc-Mesnil) ist eine französische Politikerin der Parti socialiste.

## Leben
Thomas studierte an der Universität Paris-Nord. 1984 erlangte sie den Grad Licence in den Rechtswissenschaften und 1985 den Grad Maîtrise. Ab 1984 war sie Rechtsberaterin bei einem Verein für Verbraucherschutz. 1989 wurde sie Referentin beim Präsidenten der Französischen Republik. Ab 1995 war Isabelle Thomas für ein Telekommunikationsunternehmen tätig; zunächst als Projektleiterin, später als Geschäftsführerin des Unternehmens. 2000 wurde sie dann Projektleiterin eines Unternehmens von Sachverständigen für den Ausschuss für Hygiene, Sicherheit und Arbeitsbedingungen (CHSCT).

## Politik
Der PS trat sie 1983 bei. Sie war einige Jahre lang Mitglied des Stadtrats von Saint-Malo sowie Vizepräsidentin des Conseil régional in der Bretagne. Am 1. Juli 2012 rückte sie für den ausgeschiedenen Stéphane Le Foll in das Europäische Parlament nach. Zuvor kandidierte sie im 7. Wahlkreis des Départements Ille-et-Vilaine für die Nationalversammlung, doch dabei unterlag sie knapp dem Kandidaten der UMP, Gilles Lurton.